# Frankfort (Maine)
Frankfort és una població dels Estats Units a l'estat de Maine (EUA). Segons el cens del 2000 tenia 1.041 habitants.

## Demografia
Segons el cens del 2000, Frankfort tenia 1.041 habitants, 400 habitatges, i 301 famílies. La densitat de població era de 16,3 habitants/km².
Dels 400 habitatges en un 35% hi vivien nens de menys de 18 anys, en un 64% hi vivien parelles casades, en un 7% dones solteres, i en un 24,8% no eren unitats familiars. En el 17,5% dels habitatges hi vivien persones soles el 6,8% de les quals corresponia a persones de 65 anys o més que vivien soles. El nombre mitjà de persones vivint en cada habitatge era de 2,6 i el nombre mitjà de persones que vivien en cada família era de 2,97.
Per edats la població es repartia de la següent manera: un 25,7% tenia menys de 18 anys, un 8,5% entre 18 i 24, un 32,6% entre 25 i 44, un 23,7% de 45 a 60 i un 9,4% 65 anys o més.
L'edat mediana era de 35 anys. Per cada 100 dones de 18 o més anys hi havia 93,7 homes.
La renda mediana per habitatge era de 33.333 $ i la renda mediana per família de 35.924 $. Els homes tenien una renda mediana de 29.342 $ mentre que les dones 19.375 $. La renda per capita de la població era de 14.524 $. Entorn del 13,6% de les famílies i el 13,4% de la població estaven per davall del llindar de pobresa.